# Petja Piiroinen
Petja Piiroinen (ur. 15 sierpnia 1991 w Hyvinkää) – fiński snowboardzista, specjalizujący się w konkurencjach Big Air i slopestyle, mistrz świata.

## Kariera
Po raz pierwszy na arenie międzynarodowej pojawił się 15 kwietnia 2005 roku w Saariselkä, gdzie zajął 11. miejsce w halfpipe'ie podczas mistrzostw kraju. W 2008 roku wystartował na mistrzostwach świata juniorów w Valmalenco, gdzie zwyciężył w big air. Jeszcze dwukrotnie startował na imprezach tego cyklu, zdobywając kolejny złoty medal w tej konkurencji podczas mistrzostw świata juniorów w Cardronie w 2010 roku.
W zawodach Pucharu Świata zadebiutował 22 grudnia 2007 roku w Sofii, zajmując ósme miejsce w big air. Tym samym już w swoim debiucie wywalczył pierwsze pucharowe punkty. Na podium zawodów tego cyklu po raz pierwszy stanął 5 stycznia 2008 roku w Grazu, kończąc big air na trzeciej pozycji. Wyprzedzili go tylko Austriak Stefan Gimpl oraz kolejnym reprezentant Finlandii, Matti Kinnunen. Najlepsze wyniki osiągnął w sezonie 2013/2014, kiedy to zajął drugie miejsce w klasyfikacji generalnej AFU, a w klasyfikacji big air zdobył Małą Kryształową Kulę. W sezonie 2014/2015 także był drugi w klasyfikacji AFU, zajmując jednocześnie trzecie miejsce w klasyfikacji slopestyle'u. Ponadto zajął też trzecie miejsce w klasyfikacji AFU oraz drugie w big air w sezonie 2011/2012.
Największy sukces w karierze osiągnął w 2011 roku, zdobywając złoty medal w big air na mistrzostwach świata w La Molina.  W zawodach tych wyprzedził Belga Seppe Smitsa i Rocco van Stratena z Holandii. Był też między innymi szósty w tej konkurencji podczas rozgrywanych dwa lata wcześniej mistrzostw świata w Gangwon. Nie startował na igrzyskach olimpijskich.
W 2015 roku zakończył karierę.
Jego starszy brat, Peetu Piiroinen, także został snowboardzistą.

## Osiągnięcia

### Mistrzostwa świata
| Miejsce | Dzień       | Rok  | Miejscowość | Konkurencja | Zwycięzca     |
| ------- | ----------- | ---- | ----------- | ----------- | ------------- |
| 6.      | 24 stycznia | 2009 | Gangwon     | Big Air     | Markku Koski  |
| 1.      | 15 stycznia | 2011 | La Molina   | Big Air     | -             |
| 10.     | 22 stycznia | 2011 | La Molina   | Slopestyle  | Seppe Smits   |
| 9.      | 18 stycznia | 2013 | Stoneham    | Slopestyle  | Roope Tonteri |
| 8.      | 20 stycznia | 2013 | Stoneham    | Big Air     | Roope Tonteri |
| 19.     | 21 stycznia | 2015 | Kreischberg | Slopestyle  | Ryan Stassel  |
| DNS     | 24 stycznia | 2015 | Kreischberg | Big Air     | Roope Tonteri |

### Puchar Świata

#### Miejsca w klasyfikacji generalnej
- sezon 2007/2008: 60.
- sezon 2008/2009: 110.
- sezon 2009/2010: 106.
  - AFU[3]
- sezon 2010/2011: 27.
- sezon 2011/2012: 3.
- sezon 2012/2013: 86
- sezon 2013/2014: 2.
- sezon 2014/2015: 2.

#### Miejsca na podium w zawodach
1. Graz – 5 stycznia 2008 (Big Air) - 3. miejsce
2. Stoneham − 24 lutego 2012 (Big Air) - 2. miejsce
3. Stoneham − 17 stycznia 2014 (Big Air) - 1. miejsce
4. Kreischberg − 6 marca 2014 (Slopestyle) - 2. miejsce
5. Szpindlerowy Młyn – 14 marca 2015 (Slopestyle) - 3.miejsce